# Tisbisoma spinisetum
Tisbisoma spinisetum is een eenoogkreeftjessoort uit de familie van de Paramesochridae. De wetenschappelijke naam van de soort is voor het eerst geldig gepubliceerd in 1964 door Bozic.